# إلين غيبل
إلين غيبل (بالإنجليزية: Ellen Gable)‏ (5 مايو 1959، كامدن في الولايات المتحدة)؛ كاتِبة وروائية أمريكية.